# Берег (Верховажский район)
Берег — деревня в Верховажском районе Вологодской области.
Входит в состав Чушевицкого сельского поселения, с точки зрения административно-территориального деления — в Чушевицкий сельсовет.
Расстояние по автодороге до районного центра Верховажья — 45,5 км, до центра муниципального образования Чушевиц — 1,6 км. Ближайшие населённые пункты — Плосково, Чушевицы, Щёкино, Хорошево.
По переписи 2002 года население — 47 человек (23 мужчины, 24 женщины). Всё население — русские.